# هوارد آموس رايس
هوارد آموس رايس هو سياسي كندي، ولد في 5 مايو 1872، وتوفي في 2 فبراير 1959. انتخب عضو مجلس نواب نوفا سكوتيا.